# Neauphle-le-Vieux
Neauphle-le-Vieux és un municipi francès, situat al departament d'Yvelines i a la regió de Illa de França. L'any 2007 tenia 692 habitants.
Forma part del cantó d'Aubergenville, del districte de Rambouillet i de la Comunitat de comunes Cœur d'Yvelines.

## Demografia

### Població
El 2007 la població de fet de Neauphle-le-Vieux era de 692 persones. Hi havia 268 famílies, de les quals 64 eren unipersonals (40 homes vivint sols i 24 dones vivint soles), 80 parelles sense fills, 104 parelles amb fills i 20 famílies monoparentals amb fills.
La població ha evolucionat segons el següent gràfic:
Habitants censats

### Habitatges
El 2007 hi havia 309 habitatges, 278 eren l'habitatge principal de la família, 15 eren segones residències i 15 estaven desocupats. 269 eren cases i 36 eren apartaments. Dels 278 habitatges principals, 222 estaven ocupats pels seus propietaris, 43 estaven llogats i ocupats pels llogaters i 13 estaven cedits a títol gratuït; 8 tenien una cambra, 16 en tenien dues, 44 en tenien tres, 64 en tenien quatre i 146 en tenien cinc o més. 217 habitatges disposaven pel capbaix d'una plaça de pàrquing. A 111 habitatges hi havia un automòbil i a 152 n'hi havia dos o més.

### Piràmide de població
La piràmide de població per edats i sexe el 2009 era:
| Homes | Edats   | Dones |
| ----- | ------- | ----- |
| 0     | 95 o +  | 0     |
| 0     | 90 a 94 | 0     |
| 0     | 85 a 89 | 0     |
| 0     | 80 a 84 | 4     |
| 0     | 75 a 79 | 8     |
| 12    | 70 a 74 | 4     |
| 20    | 65 a 69 | 28    |
| 8     | 60 a 64 | 4     |
| 20    | 55 a 59 | 20    |
| 40    | 50 a 54 | 32    |
| 28    | 45 a 49 | 36    |
| 24    | 40 a 44 | 16    |
| 44    | 35 a 39 | 28    |
| 36    | 30 a 34 | 44    |
| 12    | 25 a 29 | 12    |
| 16    | 20 a 24 | 16    |
| 24    | 15 a 19 | 32    |
| 24    | 10 a 14 | 20    |
| 52    | 5 a 9   | 8     |
| 20    | 0 a 4   | 20    |

## Economia
El 2007 la població en edat de treballar era de 483 persones, 378 eren actives i 105 eren inactives. De les 378 persones actives 357 estaven ocupades (190 homes i 167 dones) i 21 estaven aturades (13 homes i 8 dones). De les 105 persones inactives 50 estaven jubilades, 33 estaven estudiant i 22 estaven classificades com a «altres inactius».

### Ingressos
El 2009 a Neauphle-le-Vieux hi havia 270 unitats fiscals que integraven 701 persones, la mediana anual d'ingressos fiscals per persona era de 28.164 €.

### Activitats econòmiques
Dels 31 establiments que hi havia el 2007, 2 eren d'empreses de fabricació d'altres productes industrials, 5 d'empreses de construcció, 2 d'empreses de comerç i reparació d'automòbils, 1 d'una empresa d'hostatgeria i restauració, 2 d'empreses d'informació i comunicació, 1 d'una empresa immobiliària, 16 d'empreses de serveis, 1 d'una entitat de l'administració pública i 1 d'una empresa classificada com a «altres activitats de serveis».
Dels 8 establiments de servei als particulars que hi havia el 2009, 1 era un establiment de lloguer de cotxes, 2 paletes, 1 fusteria, 1 lampisteria, 1 electricista, 1 restaurant i 1 saló de bellesa.
L'any 2000 a Neauphle-le-Vieux hi havia 6 explotacions agrícoles que ocupaven un total de 1.032 hectàrees.

## Equipaments sanitaris i escolars
El 2009 hi havia una escola elemental.

## Poblacions més properes
El següent diagrama mostra les poblacions més properes.